# Smith Wigglesworth
Smith Wigglesworth (ur. 8 czerwca 1859 w Menston, zm. 12 marca 1947 w Wakefield) – angielski duchowny zielonoświątkowy, ważna postać w historii wczesnego ruchu zielonoświątkowego. Wywodził się z ubogiej rodziny, pracował jako robotnik i hydraulik. Swoją podstawową wiedzę biblijną pozyskał wśród braci plymuckich. Nazywano go Apostołem Wiary i przypisywano mu liczne uzdrowienia. Jego nauczanie jest identyfikowalne z treściami propagowanymi przez Ruch Wiary.